# Att flyga är att leva
Att flyga är att leva skrevs av Lars-Erik Larsson (musik) och Hasse Ekman (text). Den är med i Ekmans film Första divisionen från 1941.
Den finns med i instrumental version på samlingsskivan Flygvapnets marscher från 1993.

### Fotnoter
1. ↑  http://www.sfi.se/sv/svensk-filmdatabas/Item/?itemid=3954&type=MOVIE&iv=Music
2. ↑  ”Att flyga är att leva”. Svensk mediedatabas. 8 mars 1941. https://smdb.kb.se/catalog/search?q=att+flyga+%C3%A4r+att+leva&sort=OLDEST. Läst 14 mars 2015.